# روبين غارسيا (لاعب كرة قدم مواليد 1998)
روبين غارسيا هو لاعب كرة قدم إسباني في مركز الدفاع، ولد في 20 أكتوبر 1998 في ألش في إسبانيا.

## وصلات خارجية
- روبين غارسيا (لاعب كرة قدم مواليد 1998) على موقع قاعدة بيانات كرة القدم.إي يو (الإنجليزية)
- روبين غارسيا (لاعب كرة قدم مواليد 1998) على موقع Soccerway.com (الإنجليزية)
- روبين غارسيا (لاعب كرة قدم مواليد 1998) على موقع عالم كرة القدم.نت (الإنجليزية)